# نمذجة متماثلة
النمذجة المتماثلة والمعروفة أيضا باسم النمذجة المقارنة للبروتين، تشير إلى بناء نموذج ذري للبروتين «المستهدف» من تسلسل الأحماض الأمينية وبنية ثلاثية الأبعاد تجريبية لبروتين متماثل ذي صلة («القالب»). تعتمد النمذجة المتجانسة على تحديد بنية بروتينية معروفة أو أكثر يحتمل أن تشابه بنية تسلسل الاستعلام، وعلى إنتاج محاذاة تعيّن بقايا في تسلسل الاستعلام إلى بقايا في تسلسل القالب. لقد تبين أن بنى البروتين أكثر تحفظًا من متواليات البروتين بين المتجانسات، ولكن التسلسلات التي تقع تحت هوية تسلسل 20٪ يمكن أن يكون لها بنية مختلفة جدًا.
تحتوي البروتينات المرتبطة بالتطور التطوري على تسلسلات متشابهة، وللبروتينات المتجانسة الموجودة طبيعياً بنية بروتينية مماثلة. وقد تبين أن بنية البروتين ثلاثي الأبعاد هي أكثر تحفظًا من الناحية النظرية مما هو متوقع على أساس حفظ التسلسل وحده. ثم يتم استخدام محاذاة التسلسل وهيكل القالب لإنتاج نموذج هيكلي للهدف. ولما كانت هياكل البروتين أكثر تحفظًا من تسلسلات الدنا، فإن المستويات القابلة للكشف عن تشابه التسلسل عادة ما تعني تشابهاً بنيوياً كبيراً. تعتمد جودة نموذج التماثل على جودة محاذاة التسلسل وهيكل القالب. يمكن تعقيد هذا النهج من خلال وجود فجوات محاذاة (تسمى عادة indels) تشير إلى منطقة هيكلية موجودة في الهدف ولكن ليس في القالب، وبفجوات بنية في القالب تنشأ من ضعف القرار في الإجراء التجريبي (عادة X تبلور البلورات) يستخدم لحل الهيكل. انخفاض جودة النموذج مع انخفاض هوية التسلسل؛ نموذج نموذجي لديه 1 ~ 2 Å جذر متوسط الانحراف الجذري بين ذرات Cα المطابقة عند هوية تسلسل 70٪ ولكن فقط 2-4 اتفاق عند هوية تسلسل 25٪. ومع ذلك، فإن الأخطاء تكون أعلى بشكل ملحوظ في مناطق الحلقات، حيث قد تكون تسلسلات الأحماض الأمينية للهدف وبروتينات القالب مختلفة تمامًا. مناطق النموذج الذي تم بناؤه بدون قالب، عادةً بواسطة نمذجة العروة، عادة ما تكون أقل دقة بكثير من بقية النموذج. كما تزداد الأخطاء في تعليب السلسلة الجانبية وموقعها مع انخفاض الهوية، وقد اقترحت الاختلافات في تكوينات التعبئة هذه كسبب رئيسي لضعف جودة النموذج عند انخفاض الهوية. إذا ما أخذنا معاً في الاعتبار، فإن أخطاء الذرينة المختلفة هذه كبيرة وتعوق استخدام نماذج التماثل للأغراض التي تتطلب بيانات ذات دلالة ذرية، مثل تصميم الأدوية وتنبؤات التفاعل بين البروتين وال ؛روتين؛ حتى التركيب الرباعي للبروتين قد يكون من الصعب التنبؤ به من نماذج التماثل للوحدات الفرعية. ومع ذلك، يمكن لنماذج التماثل أن تكون مفيدة في التوصل إلى استنتاجات نوعية حول الكيمياء الحيوية لتسلسل الاستعلام، وخاصة في صياغة فرضيات حول سبب حفظ بعض المخلفات، مما قد يؤدي بدوره إلى تجارب لاختبار هذه الفرضيات. على سبيل المثال، قد يشير الترتيب المكاني للبقايا المحفوظة إلى ما إذا كان يتم حفظ بقايا معينة لتثبيت الثني، أو للمشاركة في ربط بعض الجزيئات الصغيرة، أو لتعزيز الارتباط مع بروتين آخر أو حمض نووي.